# 珠鳶
珠鳶 （學名：Gampsonyx swainsonii）是一種非常小的猛禽，分布於中南美洲的稀樹草原。它是珠鳶屬的唯一成員。學名是為了紀念英國博物學家William Swainson。

## 分類與分布
珠鳶由英國博物學家威廉·斯溫森從巴西採集，並由尼古拉斯·艾爾沃德·維格於1825年紀錄。現在珠鳶與黑翅鳶屬和剪尾鳶同屬鷹科鳶亞科。
該物種繁殖於巴拿馬、哥倫比亞、委內瑞拉、玻利維亞和阿根廷北部靠近落葉林地的開闊稀樹草原，在尼加拉瓜有一個獨立的群體。珠鳶於1970年被證明在千里達島繁殖，且其分布範圍正在擴大。

## 特徵

珠鳶，黃色的前額是特徵之一

珠鳶身長20.3-23厘米，重80-95克，鳶是美洲最小的猛禽，並與非洲小雀鷹共同名列世界上最小的猛禽。成鳥頭頂黑色，翅黑色，腹面白色帶淺黃色，腿黃色。

## 生態與習性
珠鳶的巢築在樹高處，一巢產2至4顆蛋，蛋為白色帶棕色，主要由雌性孵卵，耗時34至35日，雛鳥長成需時五週。
珠鳶主要以蜥蜴為食，像Anolis屬的一些物種，但也會吃鳥和昆蟲。覓食時自高處俯衝向獵物。